# Amato (Fluss)

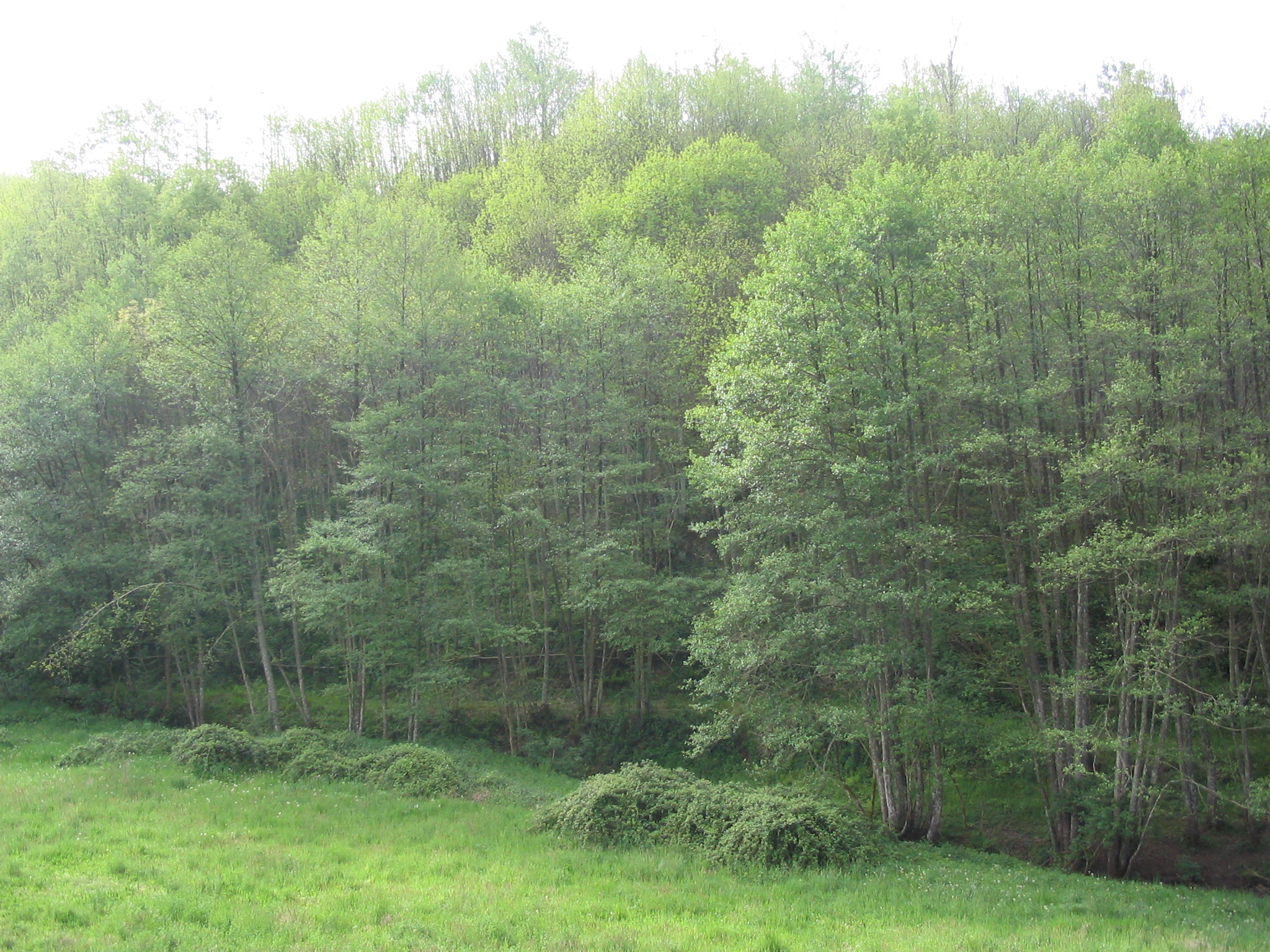
Soveria Mannelli, Quelle des Amato (Torrente Occhiorosso)

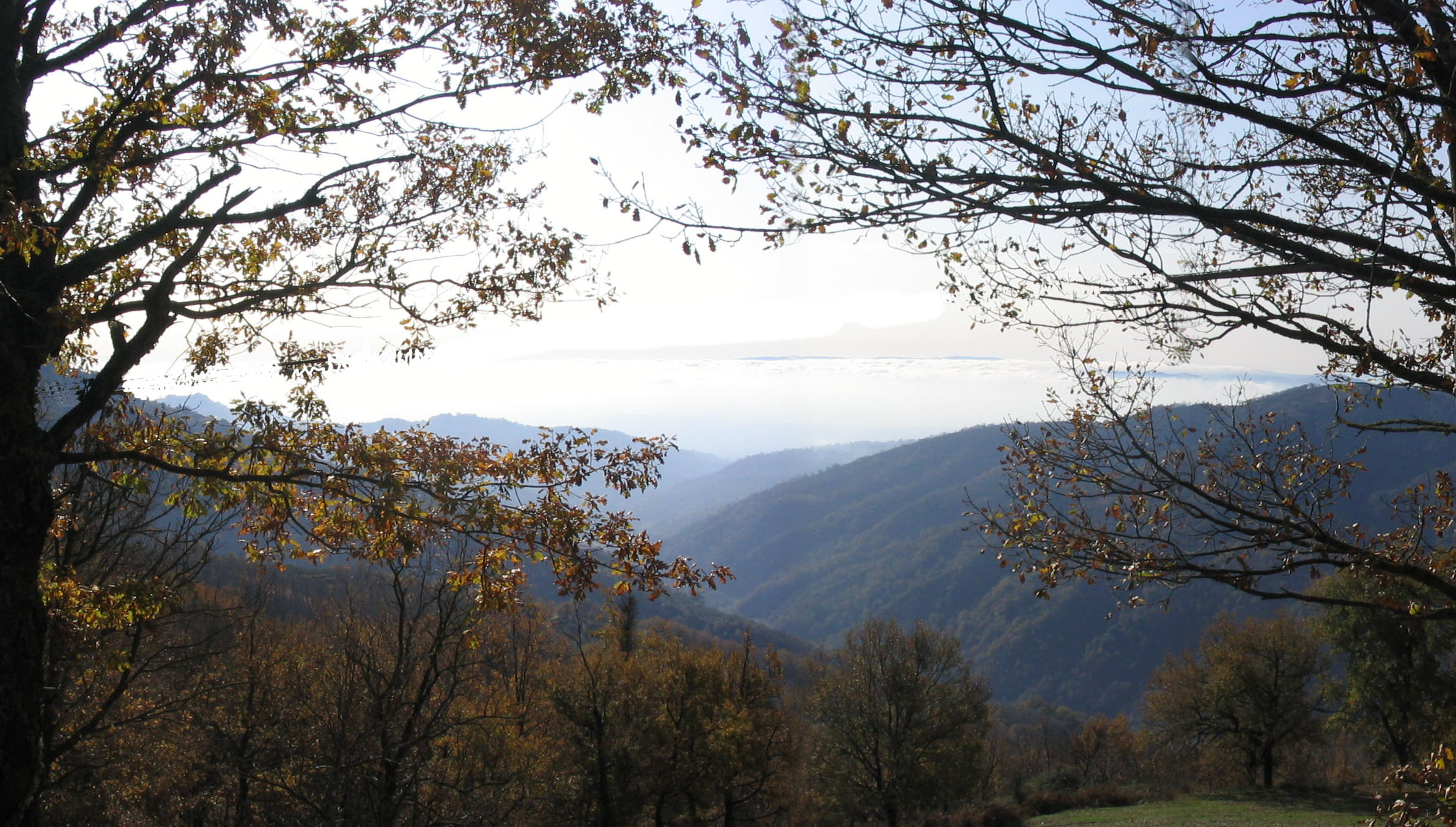
Tal des Amato bei San Pietro Apostolo

Der Amato oder Lamato (im Altertum Lametos) ist ein 56 Kilometer langer Fluss in der Provinz Catanzaro in der italienischen Region Kalabrien.

## Verlauf
Der Fluss entsteht auf 900 m s.l.m. aus dem Zusammenfluss der Quellbäche Sabettella und Occhiorosso in der Sila Piccola in der Nähe des Colle Santa Maria (1795 m s.l.m.) bei Soveria Manelli. Er verläuft zunächst in südöstlicher Richtung und durchfließt die Piana di Santa Margherita, wobei seinem Lauf zeitweise die Bahnstrecke Cosenza–Catanzaro der Ferrovie della Calabria folgt, streckenweise in geringer Entfernung zum Fluss Corace, dem er sich bei der Bahnstation Serrastretta-Carlópoli bis auf weniger als einen Kilometer nähert. Sodann biegt er in einem großen Bogen nach Westen um; hier folgt die Staatsstraße 280 von Catanzaro nach Lamezia Terme seinem Lauf.